# VSTa
VSTa (Valencia's Simple Tasker) é um sistema operativo com uma arquitetura de microkernel, com todos os controladores de dispositivos e sistemas de arquivos residentes em modo espaço de usuário. É principalmente compatível com POSIX, salvo quando a compatibilidade POSIX se pôs no caminho da extensibilidade e modularidade. Foi inspirado conceitualmente por QNX e Plano 9. Escrito por Andy Valencia, e liberado sobre a licença GPL. Na atualidade, a concessão de licenças para VSTa é copyleft.
VSTa foi escrito originalmente para executar-se em hardware Intel 80386, mas posteriormente foi portado a várias plataformas diferentes, por exemplo Commodore Amiga com processador Motorola 68030 ou superior.
VSTa não se segue desenvolvido, mas as suas ideias e código-fonte se utilizam no sistema operativo FMI/VOS, que segue a causa de VSTa.

## GUI
A interface gráfica do utilizador proporcionada por padrão numa tar-ball com o sistema é ManaGeR (MGR).